# Viracocha

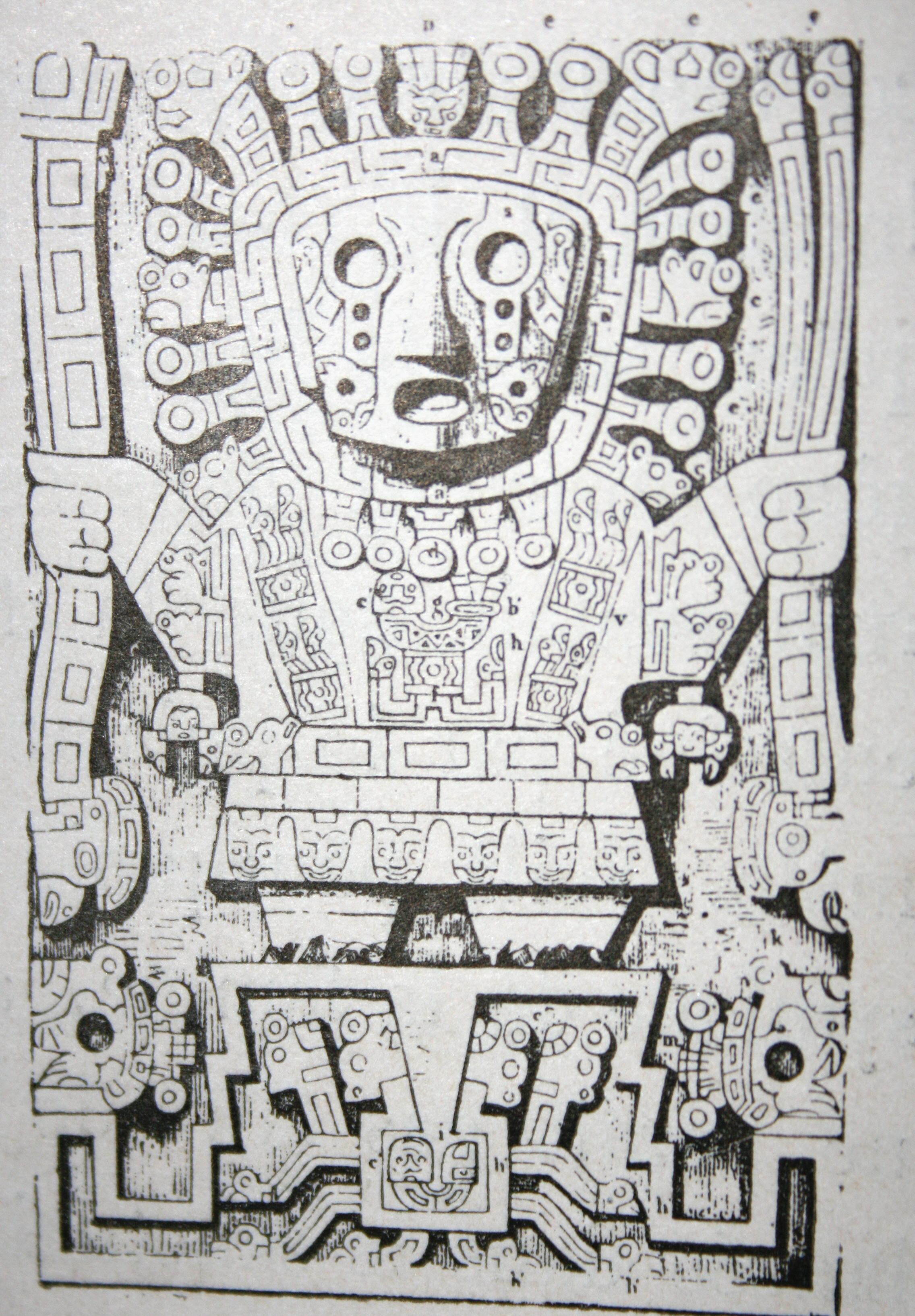
Apu Qun Tiqsi Wiraqutra

Viracocha (o Con Tiqui Viracocha) era una delle principali divinità inca. Era considerato come lo Splendore Originario o Il signore, il Maestro del Mondo.
È una rielaborazione della prima divinità degli antichi Tiwanaku (il "dio dei bastoni"), popolazione proveniente dal Lago Titicaca. Si narra che fosse sorto dalle acque e che avesse creato il cielo e la terra.
Secondo un mito, Viracocha non solo avrebbe creato gli umani, ma li avrebbe anche distrutti per poi ricrearli dalla roccia e gettarli ai quattro angoli del mondo. Dopo aver insegnato agli uomini a sopravvivere, avrebbe preso il mantello, ne avrebbe fatto una barca e sarebbe salpato per l'Oceano Pacifico.
Il culto rivolto al dio creatore supponeva concetti astratti e intellettuali, per questo era destinato solo alla nobiltà. Viracocha, come altri dei, era un dio nomade ed aveva un compagno alato, l'uccello Inti, una specie di pennuto magico, conoscitore del presente e del futuro.
Come viene descritto in alcuni resoconti dati ai primi conquistadores spagnoli, Viracocha aveva la pelle chiara e gli occhi azzurri, era alto di statura e aveva capigliatura e barba bionde o bianche, indossava una lunga tunica bianca con una cintura in vita.

## Preghiera a Viracocha
A Viracocha, potere di tutto ciò che esiste, sia esso maschio o femmina

Santo, Signore, creatore della luce nascente. Chi sei? Dove sei?

Non potrei vederti? Nel mondo di sopra, nel mondo di sotto?

Da qual mai lato del mondo si trova il tuo trono possente?

Dall'oceano celeste o dai mari terrestri, quale abiti? Pachacamac,

Creatore dell'uomo

Signore i tuoi servitori, con i loro occhi macchiati, desiderano vederti...

Il sole, la luna, il giorno, la notte, l'estate, l'inverno, non sono liberi

Ricevono i tuoi ordini, ricevono le tue istruzioni. Vengono verso ciò che è stato già misurato...

Dove ed a chi tu hai già inviato lo scettro brillante?

Con una bocca rallegrata, con una lingua rallegrata, di giorno e di notte tu chiamerai. Digiunando tu canterai con voce di usignolo

E forse nella nostra gioia, nella nostra buona fortuna, da non importa quale angolo del mondo,

il Creatore dell'uomo, il Signore onnipresente ti ascolterà...

Creatore del mondo di sopra, creatore del mondo di sotto, del vasto oceano. Vincitore di tutte le guerre, dove sei? Che dici? Parla, vieni. Vero di sopra. Vero di sotto. Signore modellatore del mondo, potere di tutto ciò che esiste, solo creatore dell'uomo, dieci volte io ti adorerò con i miei occhi macchiati.

Quale splendore!

Mi prostrerò al tuo cospetto. Guardami signore, fa attenzione a me!

E voi fiumi, e voi uccelli, datemi la vostra forza e tutto ciò che potete, aiutatemi a gridare con le vostre gole, con i vostri desideri e, ricordandoci di tutto, rallegriamoci, siamo felici.  E così, euforici, partiremo.

## Nella cultura di massa
Il nome Viraqocha è stato utilizzato dalla Konami per creare una carta del GCC Yu-Gi-Oh, denominata Immortale terrestre Viraqocha Rasca.